# Urania – Postępy Astronomii
«Уранія — Прогрес астрономії» (польськ. Urania — Postępy Astronomii) — польський науково-популярний астрономічний журнал, один з найстаріших польських журналів і один з найстаріших науково-популярних журналів з астрономії у світі, що виходять на даний момент. Журнал був створений в результаті злиття у 1998 році журналу «Уранія» Польського товариства любителів астрономії (видається з 1922) з журналом «Прогрес астрономії» Польського астрономічного товариства (видається з 1953). Тепер журнал видається спільно обома товариствами. Редакція розташована в Інституті астрономії Університету Миколи Коперника в Торуні.

## Історія

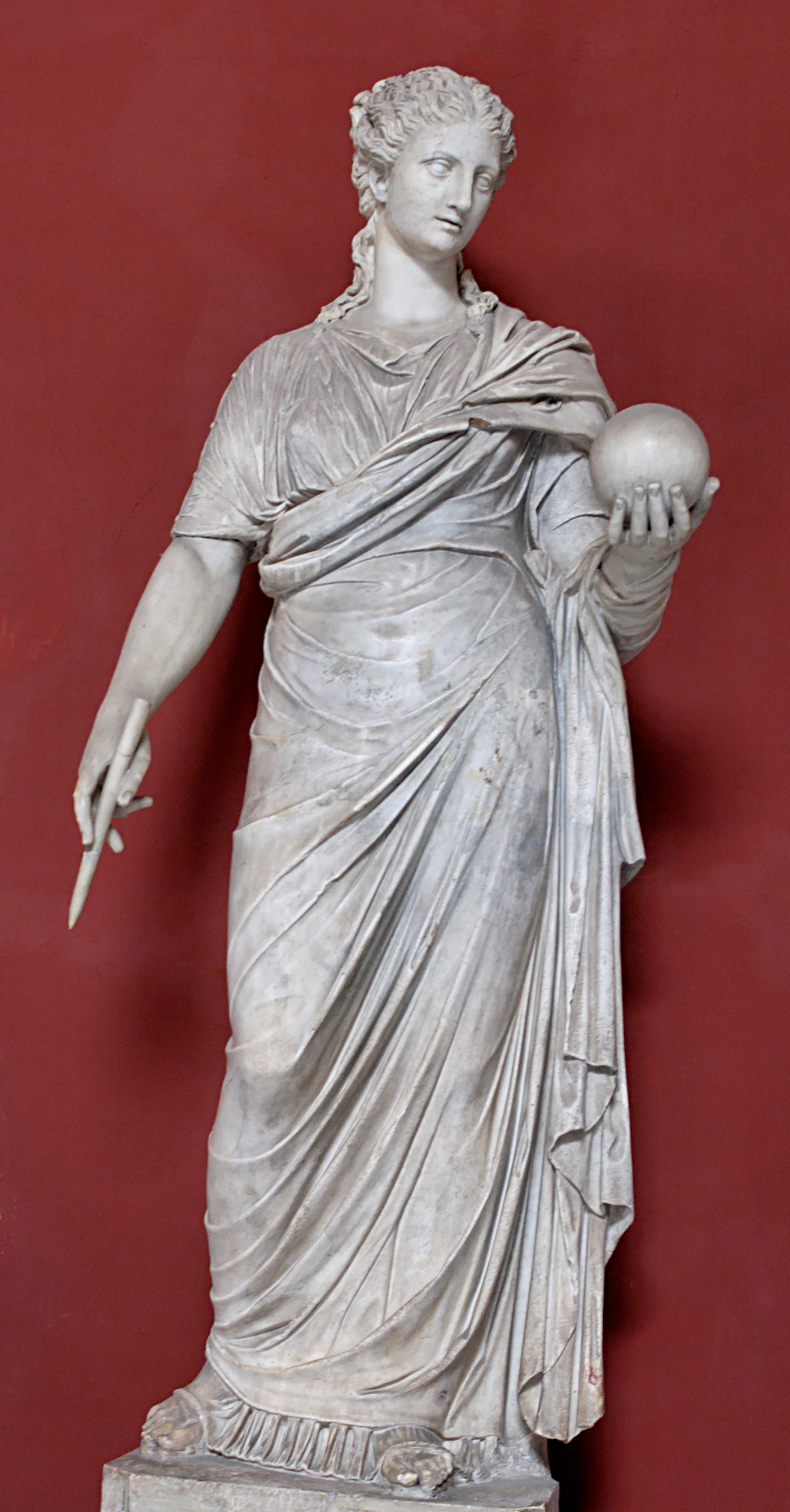
Муза астрономії Уранія, епонім журналу

### Уранія
Першим попередником журналу був щоквартальник «Уранія», який видавав з листопада 1919 року Гурток астрономів у Варшаві, який заснували Стефан Калінський, Ян Мергенталер, Станіслав Мрозовський, Феліцьян Кемпінський, Максиміліан Бялецький, Едвард Стенз і Антоній Зигмунд. Тривалий час про цей журнал було відомо лише зі спогадів найстаршого покоління польських астрономів, і лише 2014 року знайшли дві копії «Уранії» 1920 року.
З 1922 році однойменний журнал став офіційним виданням Польського товариства любителів астрономії.
Спочатку польська назва журналу писалась як «Uranja», але в 1936 році після реформи польського правопису написання назви змінили на «Urania».

### Прогрес астрономії
«Прогрес астрономії» був щоквартальним виданням Польського астрономічного товариства, заснований у 1953 році з ініціативи Стефана Пйотровського як журнал для професійних польських астрономів. Журнал публікував наукові та оглядові статті польською мовою. Легкий доступ до світової літературу в епоху Інтернету та тенденція публікувати наукові статті лише англійською мовою змусили журнал переглянути свій формат. У 1991 році «Прогрес астрономії» перетворили на науково-популярний журнал, який і далі виходив щоквартально.

### Уранія— Прогрес астрономії
1998 року журнали «Уранія» і «Прогрес астрономії» об'єднались, утворивши журнал «Уранія — Прогрес астрономії». Суцільна нумерація «Уранії» збереглась.
У 2014 році журнал відзначено спеціальною нагородою в конкурсі «Популяризатор науки», організованому Польським агентством преси та Міністерством науки та вищої освіти за поширення знань про польську астрономію протягом понад 90 років.
Протягом багатьох років «Уранія» була схвалена Міністерством освіти для використання в загальноосвітніх школах. З 2014 року передплату журналу для шкіл субсидує Міністерство науки та вищої освіти.
«Уранія» друкувалась у вигляді чорно-білого журналу, з початку 1990-х років мала повнокольорову обкладинку, а згодом також кольорову вставку всередині номера. З 2012 року журнал «Уранія — Прогрес астрономії» став повністю кольоровим. З 2016 року, крім паперового, виходить також цифрове видання.

## Редакція
Головні редактори «Уранії»:
1922—1925 — Феліцьян Кемпінський
1925—1930 — Еугеніуш Рибка
1936—1939 — Еугеніуш Рибка
1946—1949 — Ян Гадомський
1950—1955 — Стефан Пйотровський
1955—1956 — Конрад Рудницький
1956—1957 — Адам Стшалковський
1958 — Влодзімеж Зонн
1959—1964 — Анджей Каєтан Врублевський
1965—1982 — Людвік Зайдлер
1983—1997 — Кшиштоф Зьолковський
Головні редактори «Прогресу астрономії»:
1953—1977 — Стефан Пйотровський
1977—1987 — Єжи Стодулкевич
1988 — Юзеф Смак
1989—1991 — Божена Черні і Йоанна Міколаєвська
1991—1992 — Божена Черні, Йоанна Міколаєвська і Мацей Міколаєвський
1992—1995 — Мацей Міколаєвський
1995—1997 — Анджей Вощик
Головні редактори «Urania — Postępy Astronomii»:
1998—2011 — Анджей Вощик
Від 2011 — Мацей Міколаєвський

## Астрономічний інтернет-портал
Журнал веде інтернет-портал, присвячений астрономії та космічним дослідженням.
Портал розвинувся з веб-сайту журналу «Прогрес астрономії» — одного з найстаріших веб-сайтів у польському Інтернеті, присвячених астрономії, який був заснований у 1997 році. Після приєднання «Прогресу астрономії» до «Уранії» веб-сайт став сторінкою журналу «Urania – Postępy Astronomii». У 2012 році він був модернізований і перетворений на портал. Інтернет-адреса сайту та порталу змінювалася з часом. Спочатку він мав форму postepy.camk.edu.pl, пізніше postepy.pta.edu.pl, urania.pta.edu.pl, а зараз має адресу www.urania.edu.pl.
Ресурси порталу охоплюють понад 1000 сторінок і включають розділ новин про поточні відкриття, «in memoriam» із профілями польських та іноземних астрономів, зміст номерів «Urania – Postępy Astronomii» за останні кілька років, цифровий архів відсканованих номерів журналів «Уранія» та «Прогрес астрономії» з початку їх видання.